# Cratere Mutus
Mutus è un cratere lunare di 76,33 km situato nella parte sud-orientale della faccia visibile della Luna. Prende il nome da Vicente Mut, astronomo, ingegnere e navigatore spagnolo del XVII secolo.